# 2017 na Espanha
Lista dos eventos no ano de 2017, em Espanha.

## Incumbentes
- Monarca: Felipe VI
- Primeiro-Ministro: Espanhol, Mariano Rajoy,

## Eventos

### Janeiro
- 3 de janeiro - Mais de 1100 migrantes lutam com a polícia na fronteira para a cidade de Ceuta.[1]

### Fevereiro
- 17 de fevereiro de Inaki Urdangarin (cunhado do Espanha do Rei), considerado culpado de evadir impostos
- 18 de fevereiro - Protesto "Volem acollir"

### Julho
- 2017 Greve de transporte na Espanha
- 28 de julho - Acidente de trem 2017 Barcelona

### Agosto
- 17 de agosto - Atentados na Catalunha em 2017

### Outubro
- 1 de outubro - Referendo sobre a independência da Catalunha em 2017
- 3 de outubro - greve Geral na Catalunha contra a violência policial no referendo.
- 27 de outubro - O Parlamento da Catalunha , declara o Independência da República Catalã de Espanha.

O governo espanhol impõe governo direto para a Catalunha.

### Novembro
- 8 de novembro - greve Geral na Catalunha contra o presos políticos catalães.

### Dezembro
- 21 de dezembro - Eleições para o Parlamento catalão (21D) vencida por partes separatistas.

## Cultura Popular

### Desporto
- 6 a 8 de janeiro - 2017 Torneio Internacional da Espanha (handebol)
- De 6 a 19 de Março - Campeonato Mundial de Esqui Estilo Livre de 2017 na Serra Nevada
- De 24 a 30 de abril - 2017 Barcelona Open Banco Sabadell (tênis)
- 19 de agosto a 10 de setembro - Volta a Espanha de 2017 (ciclismo)

### Filme
- 4 de fevereiro - 31 de Goya Awards apresentado, para homenagear os melhores filmes espanhóis de 2016

## Mortes
- 2 de janeiro – Moruca, futebolista (b. 1932).[2]
- 4 de janeiro – Jordi Pagãos eu Monsalvatje, pintor (b. 1932).[3]
- 15 de janeiro – Luis Gámir, político (b. 1942).[4]
- 23 de janeiro – Bimba Bosé, modelo, designer, atriz e cantora (b. 1975).[5]

- 5 de junho – Juan Goytisolo, poeta, ensaísta e romancista (b. 1931)

- 3 de setembro – Joan Colom, fotógrafo (nascido em 1921)[6]
- 5 de setembro – Eloísa Álvarez, político, Prefeito de Soria (1999-2003), Vice (2004-2011) e Senador por Soria (2011-2015) (nascido em 1956)[7]
- 7 de setembro – Tomás de Villanueva, o político, o Vice-Presidente da região de Castela e Leão (2001-2003) (nascido em 1953; ataque cardíaco)[8]
- 8 de setembro – José Antonio Souto, jurista, acadêmico e político, o Prefeito de Santiago de Compostela 1979-1981 (nascido em 1938)[9]
- 12 de setembro – Xohana Torres, idioma Galego escritor, poeta, narrador e dramaturgo (nascido em 1931)[10]
- 16 de setembro – Bautista Álvarez, político nacionalista Galego (nascido em 1933)[11]
- 19 de setembro – José Salcedo, editor do filme, Goya vencedor (1989, 1996, 2000) (nascido em c.1949)[12]
- 28 de setembro – Antonio Isasi-Isasmendi, espanhol, diretor de cinema e produtor (nascido em 1927)[13]
- 4 de outubro – Jesús Mosterín, antropólogo e filósofo da ciência (nascido em 1941)[14]
- Referências

1. ↑  «BATTLE FOR EUROPE: More than 1,100 migrants fight riot police as they storm Spanish border»
2. ↑  «Luto en el Racing de Santander por la muerte de Manuel Fernández Mora "Moruca"». abc.es (em espanhol)
3. ↑  «Jordi Pagans i Monsalvatje: Fallecimiento». enmemoria.lavanguardia.com (em espanhol)
4. ↑  «Fallece Luis Gámir, presidente del consejo consultivo de privatizaciones» (em espanhol)
5. ↑  «Muere Bimba, la torera sin capote de la familia Dominguín Bosé». vanitatis.elconfidencial.com (em espanhol)
6. ↑  Muere el fotógrafo Joan Colom, el ilustre retratista de la Barcelona marginal (em castelhano)
7. ↑  Fallece la socialista Eloisa Álvarez, la primera mujer en alcanzar la Alcaldía de Soria (em castelhano)
8. ↑  Fallece el exvicepresidente de la Junta, Tomás Villanueva (em castelhano)
9. ↑  Fallece José Antonio Souto Paz, primer alcalde de Santiago de la democracia (em castelhano)
10. ↑  Muere escritora Xohana Torres a los 85 años (em castelhano)
11. ↑  Muere Bautista Álvarez, histórico del BNG (em castelhano)
12. ↑  Fallece a los 68 años José Salcedo, montador de Almodóvar (em castelhano)
13. ↑  Muere Antonio Isasi-Isasmendi, el primer cineasta 'global' de España (em castelhano)
14. ↑  Muere Jesús Mosterín, el filósofo de espíritu científico. (em castelhano)